# Andrew Crescenzi
Andrew Crescenzi, född 29 juli 1992, är en kanadensisk professionell ishockeyforward som är kontrakterad till Los Angeles Kings i National Hockey League (NHL) och spelar för deras primära samarbetspartner Ontario Reign i American Hockey League (AHL). Han har tidigare spelat på lägre nivåer för Toronto Marlies och Manchester Monarchs i AHL, San Francisco Bulls i ECHL och Kitchener Rangers i Ontario Hockey League (OHL).
Crescenzi blev aldrig draftad av någon NHL-organisation.

## Statistik
| 2008–2009  | Villanova Knights   | OJHL       | 45  | 6  | 17 | 23 | 40  | —  | — | —  | —  | —  |
| 2009–2010  | Kitchener Rangers   | OHL        | 68  | 8  | 4  | 12 | 42  | 20 | 1 | 2  | 3  | 11 |
| 2010–2011  | Kitchener Rangers   | OHL        | 55  | 12 | 11 | 23 | 74  | 6  | 1 | 1  | 2  | 6  |
|            | Toronto Marlies     | AHL        | 2   | 0  | 1  | 1  | 0   | —  | — | —  | —  | —  |
| 2011–2012  | Kitchener Rangers   | OHL        | 52  | 24 | 23 | 47 | 74  | 15 | 4 | 7  | 11 | 20 |
| 2012–2013  | Toronto Marlies     | AHL        | 15  | 1  | 1  | 2  | 17  | —  | — | —  | —  | —  |
|            | San Francisco Bulls | ECHL       | 23  | 3  | 11 | 14 | 28  | —  | — | —  | —  | —  |
| 2013–2014  | Toronto Marlies     | AHL        | 32  | 1  | 2  | 3  | 33  | —  | — | —  | —  | —  |
|            | Manchester Monarchs | AHL        | 14  | 1  | 1  | 2  | 8   | —  | — | —  | —  | —  |
| 2014–2015  | Manchester Monarchs | AHL        | 54  | 7  | 8  | 15 | 60  | 18 | 0 | 3  | 3  | 19 |
| 2015–2016  | Ontario Reign       | AHL        | 67  | 5  | 16 | 21 | 56  | 12 | 1 | 2  | 3  | 2  |
| 2016–2017  | Ontario Reign       | AHL        | 56  | 7  | 8  | 15 | 57  | —  | — | —  | —  | —  |
| 2017–2018  | Los Angeles Kings   | NHL        | 1   | 0  | 0  | 0  | 2   | —  | — | —  | —  | —  |
|            | Ontario Reign       | AHL        | 11  | 2  | 1  | 3  | 13  | —  | — | —  | —  | —  |
| NHL totalt | NHL totalt          | NHL totalt | 1   | 0  | 0  | 0  | 2   | —  | — | —  | —  | —  |
| AHL totalt | AHL totalt          | AHL totalt | 251 | 24 | 38 | 62 | 244 | 30 | 1 | 5  | 6  | 21 |
| OHL totalt | OHL totalt          | OHL totalt | 175 | 44 | 38 | 82 | 190 | 41 | 6 | 10 | 16 | 37 |